# Eremopsylloides famatus
Eremopsylloides famatus är en insektsart som beskrevs av Loginova 1972. Eremopsylloides famatus ingår i släktet Eremopsylloides och familjen rundbladloppor. Inga underarter finns listade i Catalogue of Life.